# بيت الشعيبي (المفلحي)

تعديل مصدري - تعديل

بيت الشعيبي هي إحدى قرى عزلة المفلحي بمديرية المفلحي التابعة لمحافظة لحج، بلغ تعداد سكانها 94 نسمة حسب تعداد اليمن لعام 2004.